# Chris Miller
Christopher Robert Miller (Everett, Washington; 23 de septiembre de 1975), también conocido como Christopher Miller o Chris Miller, es un director, productor y guionista de cine estadounidense. Es más conocido por haber dirigido las películas de 21 Jump Street y The Lego Movie junto a su amigo y director Phil Lord.

## Comienzo
Según The New York Times, Christopher Miller es de la zona de Seattle, donde su padre dirige una fábrica de madera. Phil Lord y él crecieron haciendo cortometrajes con una afinidad para la animación. Se conocieron en el primer año de la universidad Dartmouth College y se hicieron amigos rápidamente. En el campus, los dos tenían columnas separadas en el periódico escolar. Lord era miembro de Amarna, una sociedad de alumnos de pregrado, mientras que Miller pertenecía a la fraternidad Alpha Chi Alfa. Durante su tiempo en la universidad, Miller conoció allí a su novia, ahora esposa. Años después, él y Phil Lord se dedicaron al cine e hicieron su primera película, Cloudy with a Chance of Meatballs (Lluvia de hamburguesas en América Latina y Lluvia de albóndigas en España).

## Filmografía

### Cine
| 2009 | Cloudy with a Chance of Meatballs   | Sí | Sí |    |    | Voces adicionales                               |
| 2012 | 21 Jump Street                      | Sí |    |    |    |                                                 |
| 2014 | The Lego Movie                      | Sí | Sí |    | Sí | Voz de inicio en "¿Dónde están mis pantalones?" |
| 2014 | 22 Jump Street                      | Sí |    |    |    |                                                 |
| 2016 | Storks                              |    |    | Sí |    | Productor ejecutivo                             |
| 2017 | The Lego Batman Movie               |    |    | Sí |    |                                                 |
| 2017 | Lego Ninjago                        |    |    | Sí |    |                                                 |
| 2018 | Spider-Man: Un nuevo universo       |    | Sí | Sí |    |                                                 |
| 2019 | The Lego Movie 2: The Second Part   |    | Sí | Sí |    |                                                 |
| 2021 | The Mitchells vs. the Machines      |    |    | Sí |    |                                                 |
| 2023 | Spider-Man: Across the Spider-Verse |    | Sí | Sí |    |                                                 |

### Televisión
| 1998–2000 | Caroline in the City       |    |    |    | Roles: Cartoonists/animators Bill (Lord) y Cliff (Miller), cuyos personajes "The Ferret Boys" (Lord y Miller) aparecido en secuencias animadas en la sitcom de acción en vivo (3 episodios) |  |
| 1999      | Zoe, Duncan, Jack and Jane |    | Sí |    | |  |
| 2000      | Go Fish                    |    | Sí |    | |  |
| 2002–2003 | Clone High                 | Sí | Sí | Sí | Roles: Principal Dr. Cinnamon J. Scudworth y Genghis Khan (Lord), y JFK y Mr. Butlertron (Miller)                                                                                           |  |
| 2003      | Luis                       |    |    | Sí | |  |
| 2004      | Cracking Up                |    |    | Sí | Consultores de producción |  |
| 2005      | How I Met Your Mother      |    | Sí | Sí | |  |
| 2013      | Brooklyn Nine-Nine         | Sí |    | Sí | |  |
| 2015      | The Last Man on Earth      | Sí |    | Sí | |  |

## Premios y distinciones

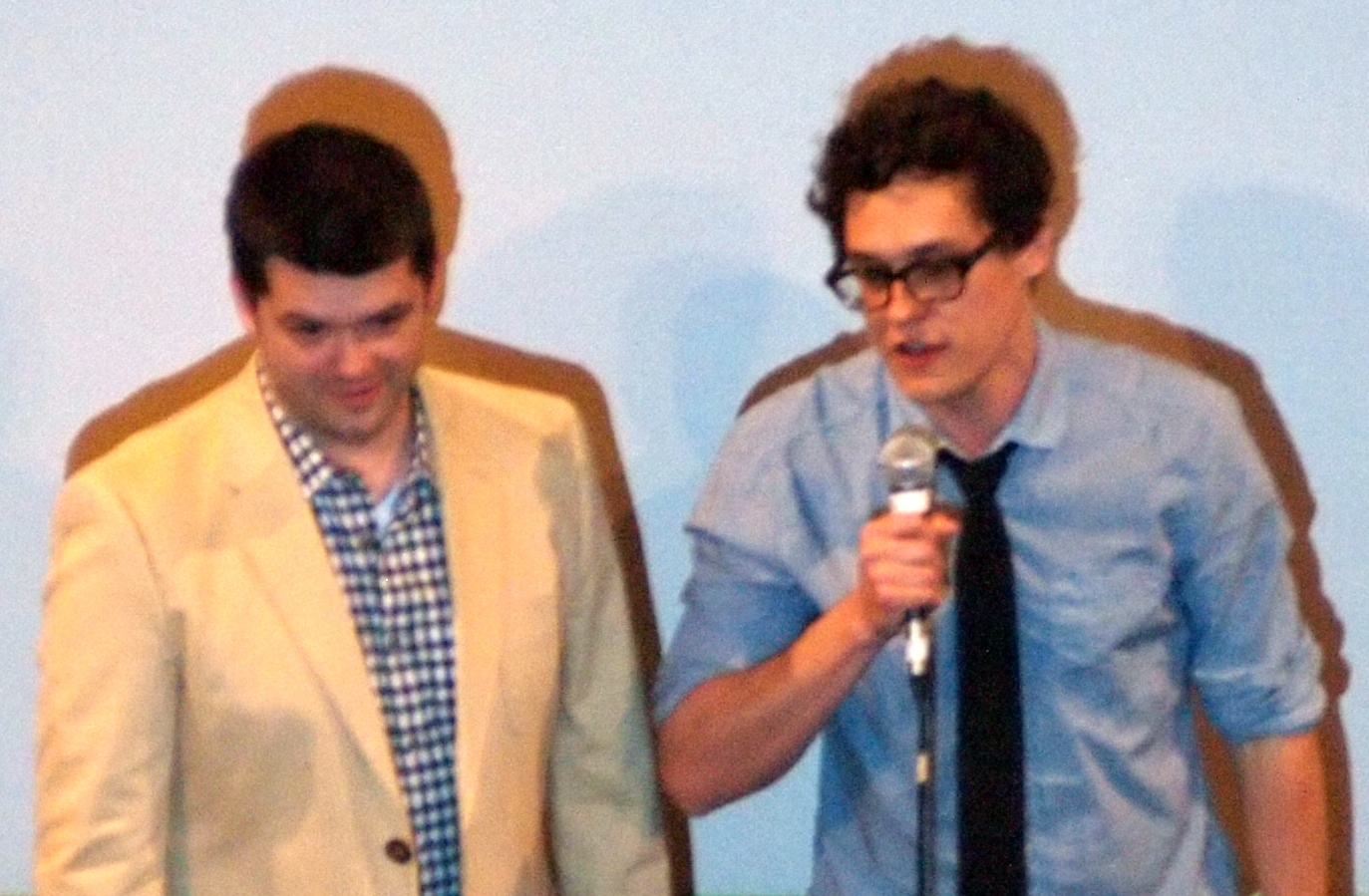
Chris Miller junto a su amigo Phil Lord en el 2012.

Premios Óscar
| Año  | Categoría            | Trabajo nominado  | Resultado |
| ---- | -------------------- | ----------------- | --------- |
| 2012 | Mejor guion adaptado | El gato con botas | Nominado  |

Premios BAFTA
| Año  | Categoría                              | Trabajo nominado | Resultado |
| ---- | -------------------------------------- | ---------------- | --------- |
| 2014 | BAFTA a la mejor película de animación | The Lego Movie   | Ganador   |

Premios Globo de Oro
| Año  | Categoría                                | Trabajo nominado                  | Resultado |
| ---- | ---------------------------------------- | --------------------------------- | --------- |
| 2015 | Globo de Oro a la mejor película animada | The Lego Movie                    | Nominado  |
| 2009 | Globo de Oro a la mejor película animada | Cloudy with a Chance of Meatballs | Nominado  |

Critic Choice Awards
| Año  | Categoría              | Trabajo nominado | Resultado |
| ---- | ---------------------- | ---------------- | --------- |
| 2015 | Mejor película animada | The Lego Movie   | Ganador   |
| 2013 | Mejor Comedia          | 21 Jump Street   | Nominado  |
| 2013 | Mejor Comedia          | 22 Jump Street   | Nominado  |

Annie Awards
| Año  | Categoría                            | Trabajo nominado                  | Resultado |
| ---- | ------------------------------------ | --------------------------------- | --------- |
| 2015 | Mejor película animada               | The Lego Movie                    | Ganador   |
| 2015 | Mejor Guion de película animada      | The Lego Movie                    | Ganador   |
| 2015 | Mejor Película animada               | The Lego Movie                    | Nominado  |
| 2015 | Mejor producción de película animada | The Lego Movie                    | Nominado  |
| 2015 | Mejor Película animada               | Cloudy with a Chance of Meatballs | Nominado  |
| 2015 | Mejor Película animada               | Cloudy with a Chance of Meatballs | Nominado  |

Phoenix Film Critics Society Award for Best Animated Film
| Año  | Categoría              | Trabajo nominado | Resultado |
| ---- | ---------------------- | ---------------- | --------- |
| 2015 | Mejor película animada | The Lego Movie   | Ganador   |
| 2015 | Mejor película animada | The Lego Movie   | Ganador   |

New York Film Critics Online
| Año  | Categoría              | Resultado |
| ---- | ---------------------- | --------- |
| 2015 | Mejor película animada | Ganador   |

Black Films Critics Circle 
| Año  | Categoría              | Resultado |
| ---- | ---------------------- | --------- |
| 2014 | Mejor película animada | Ganador   |

Talk Film Society Awards
| Año  | Categoría              | Resultado |
| ---- | ---------------------- | --------- |
| 2014 | Mejor película animada | Ganador   |

Premios BAFTA Children Awards
| Año  | Categoría              | Resultado |
| ---- | ---------------------- | --------- |
| 2014 | Mejor película animada | Ganador   |

Black films Critics Circle
| Año  | Categoría              | Resultado |
| ---- | ---------------------- | --------- |
| 2014 | Mejor película animada | Ganador   |